# 日本堤交番

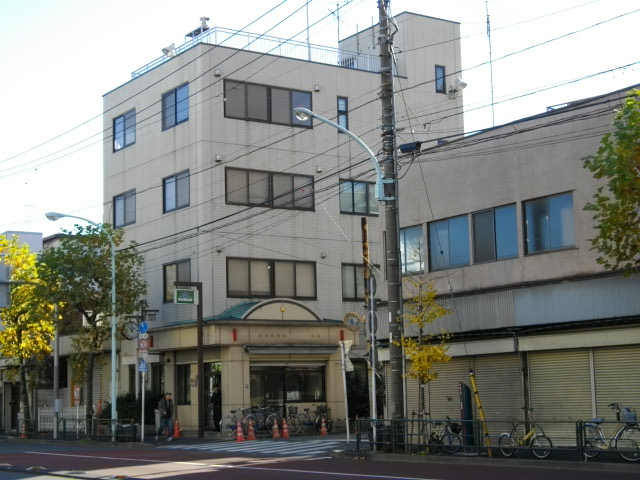
日本堤交番（4階建ての建物全体が交番である）

日本堤交番（にほんづつみこうばん）は警視庁浅草警察署管内の交番。2008年（平成20年）10月までは所在地周辺の旧町名から命名された「山谷地区交番」の名称であった。改名に合わせ「地区交番」から通常の交番に縮小されている。旧山谷地区交番の時代から地元では「マンモス交番」の愛称で知られていた。
現在ある1994年（平成6年）完成の地上4階建て建物内駐車場付の威容は「交番」というよりは小型の警察署といえる水準である。町田警察署忠生地区交番が完成するまでは日本最大の交番だった。

## 所在地
- 東京都台東区日本堤一丁目24番13号

## 受持区
台東区の内
- 清川一丁目3番から4番、9番から10番、14番から24番、31番から35番
- 清川二丁目2番から8番、12番から39番
- 日本堤一丁目1番から40番
- 日本堤二丁目1番から35番
- 橋場二丁目1番から22番
- 東浅草二丁目3番から13番、16番から28番